# Tasiusaq Helistop (Nanortalik)
Tasiusaq Helistop (IATA: , ICAO: BGTQ) er et grønlandsk helistop beliggende i Tasiusaq ved Nanortalik med et græs-gruslandingsområde med en radius på 15 m. I 2008 var der 469 afrejsende passagerer fra helistoppet fordelt på 101 starter (gennemsnitligt 4,64 passagerer pr. start).
Tasiusaq Helistop drives af Mittarfeqarfiit, Grønlands Lufthavnsvæsen. Statens Luftfartsvæsen fører tilsyn med helistoppet.

## Eksterne links
- AIP for BGTQ fra Statens Luftfartsvæsen Arkiveret 8. marts 2012 hos  Wayback Machine